# Джорджо Пантано
Джорджо Пантано е пилот от Формула 1. Роден е на 4 февруари 1979 година в Конселве, Италия. Във Формула 1 започва като тестов пилот на Уилямс. През 2003 година подписва договор за титулярен пилот на Джордан.
В края на сезон 2004 Еди Джордан го освобождава и на негово място до края на сезона кара германският пилот Тимо Глок.